# 真壁藩
真壁藩（まかべはん）は、常陸国（現在の茨城県桜川市真壁町）に存在した藩。

## 藩史
慶長5年（1600年）の関ヶ原の戦いで、浅野幸長は東軍に与して戦功を挙げたため、戦後、甲斐から紀伊紀州藩37万6500石に加増移封された。その幸長の父・長政は慶長10年（1605年）に隠居して家督を幸長に譲ったが、翌年に隠居料として幕府から常陸真壁などに5万石を与えられた。これが真壁藩の立藩である。
長政は慶長16年（1611年）4月7日、65歳で死去し、その所領は3男の長重が継いだ。長重は大久保忠隣改易のときの小田原城受け取りや大坂の陣で武功を挙げ、さらに本多正純改易後の宇都宮城守備などでも功績を挙げたため、幕府よりこれらの功績を評価されて加増移封の命を受ける。しかし長重は父・長政の菩提寺（真壁郡桜井村の伝正寺）のある所領の支配を望んだため、3500石を加増の上で笠間藩へ加増移封とした。真壁藩は廃され、その所領は笠間藩領として併合された。
赤穂事件で有名な浅野長矩は長重の曾孫である。

## 歴代藩主
浅野家
外様 5万石。
1. 長政
2. 長重